# Пиотровский, Антоний
Антоний Адам Пиотровский (польск. Antoni Adam Piotrowski, род. 7 сентября 1853 г. Нетулишки близ Кунува — ум. 12 декабря 1924 г. Варшава) — польский художник и иллюстратор.

## Жизнь и творчество
Родился в семье управляющего железоделательным заводом в Нетулишках.

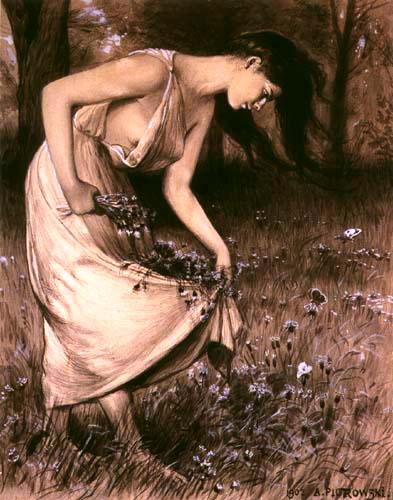
Весна

А. Пиотровский обучался живописи у профессора Войцеха Герсона в Варшаве. В 1875 год уехал в Мюнхен, где продолжил обучение вместе с Вильгельмом фон Линденшмитом Младшим. С 1877 года — в классе Яна Матейко краковской Школы изящных искусств.
Впервые приехал в Болгарию как корреспондент английской газеты в 1879 году. В начале 1880-х жил в Париже. В 1885 году вновь ездил в Болгарию корреспондентом и иллюстратором нескольких английских и французских газет. Принимал участие в сербско-болгарской войне 1885-86, отправившись добровольцем на фронт. Был награждён болгарским крестом за храбрость и военной медалью. Написал 9 картин и множество рисунков, посвящённых войне 1885-86 годов. По просьбе болгарского князя Фердинанда написал его портрет, за что был удостоен Командорского креста за гражданские заслуги. В 1900 году вернулся в Варшаву. Был членом Товарищества польских художников «Искусство». В 1905 году работал военным корреспондентом в Маньчжурии.
А. Пиотровский создавал в основном жанровую живопись, писал также портреты и исторические полотна. Среди его лучших работ следует назвать Поход рекрутов, цикл картин о сербо-болгарской войне, Нимфы и Сатиры, портреты кн. Александра Баттенбергского и кн. Фердинанда Румынского, иллюстрации к польским хроникам.